# Canton de La Trinité
Le canton de La Trinité est une ancienne division administrative française située dans le département et la région de la Martinique.

## Géographie
En Martinique, le canton de La Trinité correspondait à la seule commune de La Trinité dans l'arrondissement de La Trinité.

## Histoire
À la suite des élections territoriales de décembre 2015 concernant la collectivité territoriale unique de Martinique, le conseil régional et le conseil général sont remplacés par l'assemblée de Martinique. De fait, les cantons disparaissent.

## Administration
| Période                                                 | Période          | Identité               | Étiquette     | Qualité |
| ------------------------------------------------------- | ---------------- | ---------------------- | ------------- | --- |
| 1936                                                    | 1940             | Emmanuel Véry-Hermence | SFIO          | Président du conseil général (1937-1940)                                                                               |
| Les données manquantes sont à compléter.                |                  |                        |               | |
| 1945                                                    | 1955             | Auguste Rejon          | SFIO          | Instituteur Sénateur (1958-1959) Maire de La Trinité (1945-1971)                                                       |
| 1955                                                    | ?                | Victor Lamon           | PCM           | Employé de commerce |
| Les données manquantes sont à compléter.                |                  |                        |               | |
| 1961                                                    | 1973             | Romul Gérard-Telle     | SFIO puis UDR | Enseignant Adjoint au maire de La Trinité                                                                              |
| 1973                                                    | 1985             | Casimir Branglidor     | PS            | Directeur d'école d'application Maire de La Trinité (1971-1988) Vice-président du conseil régional (1983-1986)         |
| 1985                                                    | 2002 (démission) | Louis-Joseph Manscour  | PS            | Professeur de collège Maire de La Trinité (1988-2014) Député (2002-2012) Vice-président du Conseil général (1998-2002) |
| 2003                                                    | décembre 2015    | Frédéric Buval         | PS            | Retraité de l'enseignement Vice-président du conseil général (2004-2015) Maire de La Trinité depuis 2014               |
| Les données antérieures ne sont pas encore mentionnées. |                  |                        |               | |

## Composition
Le canton de La Trinité se composait uniquement de la commune de La Trinité et comptait 13 352 habitants (population municipale) au 1er janvier 2012,.

## Démographie
| 1961 | 1967  | 1974   | 1982   | 1990   | 1999   | 2006   | 2009   | 2012   |
| ---- | ----- | ------ | ------ | ------ | ------ | ------ | ------ | ------ |
| -    | 9 545 | 10 632 | 10 087 | 11 090 | 12 890 | 13 677 | 13 923 | 13 352 |